# کریستی لو ستاوت
کریستی لو ستاوت (انگلیسی: Kristie Lu Stout؛ زادهٔ ۷ دسامبر ۱۹۷۴) روزنامه‌نگار اهل ایالات متحده آمریکا است.